# Ольхонские Ворота
Ольхо́нские Воро́та (бур. Аман — «рот, зев») — узкий пролив, отделяющий с юго-запада байкальский остров Ольхон от материка. На севере пролив выходит в Малое Море, на юге — в основную акваторию Байкала.
Длина пролива — 8,3 км, наименьшая ширина — 1,2 км. Средняя глубина — 30—40 м, у южного входа в пролив глубины достигают 100 м.
Берега большей частью крутые и обрывистые, побережье изрезано длинными узкими заливами и бухтами. Пролив отличается довольно сильным для Байкала течением, а приходящие с разных сторон волны могут достигать 5-метровой высоты. Зимой на льду пролива возникает множество трещин и пропарин.
К северо-западу от пролива прямо на осевой линии, как бы своим продолжением, лежит долина реки Сармы, откуда дует самый сильный байкальский ветер — сарма.
В средней части пролива от села Сахюрта действует паромная переправа «МРС — Остров Ольхон» протяжённостью 2,1 км. В зимнее время действует ледовая дорога. В 2005 году южнее переправы по дну пролива был проложен высоковольтный кабель, обеспечивший остров Ольхон электричеством.

## Галерея

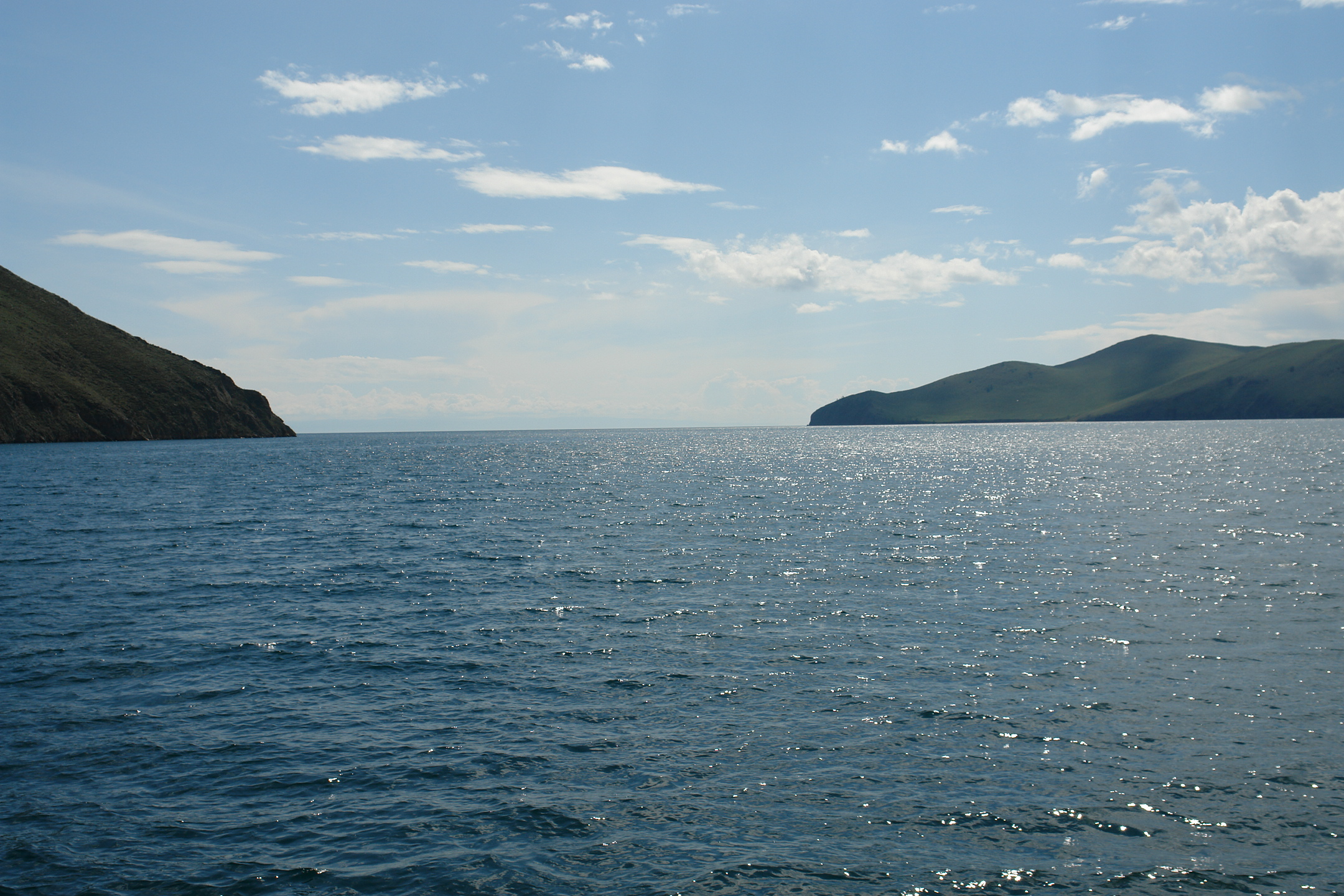
Пролив
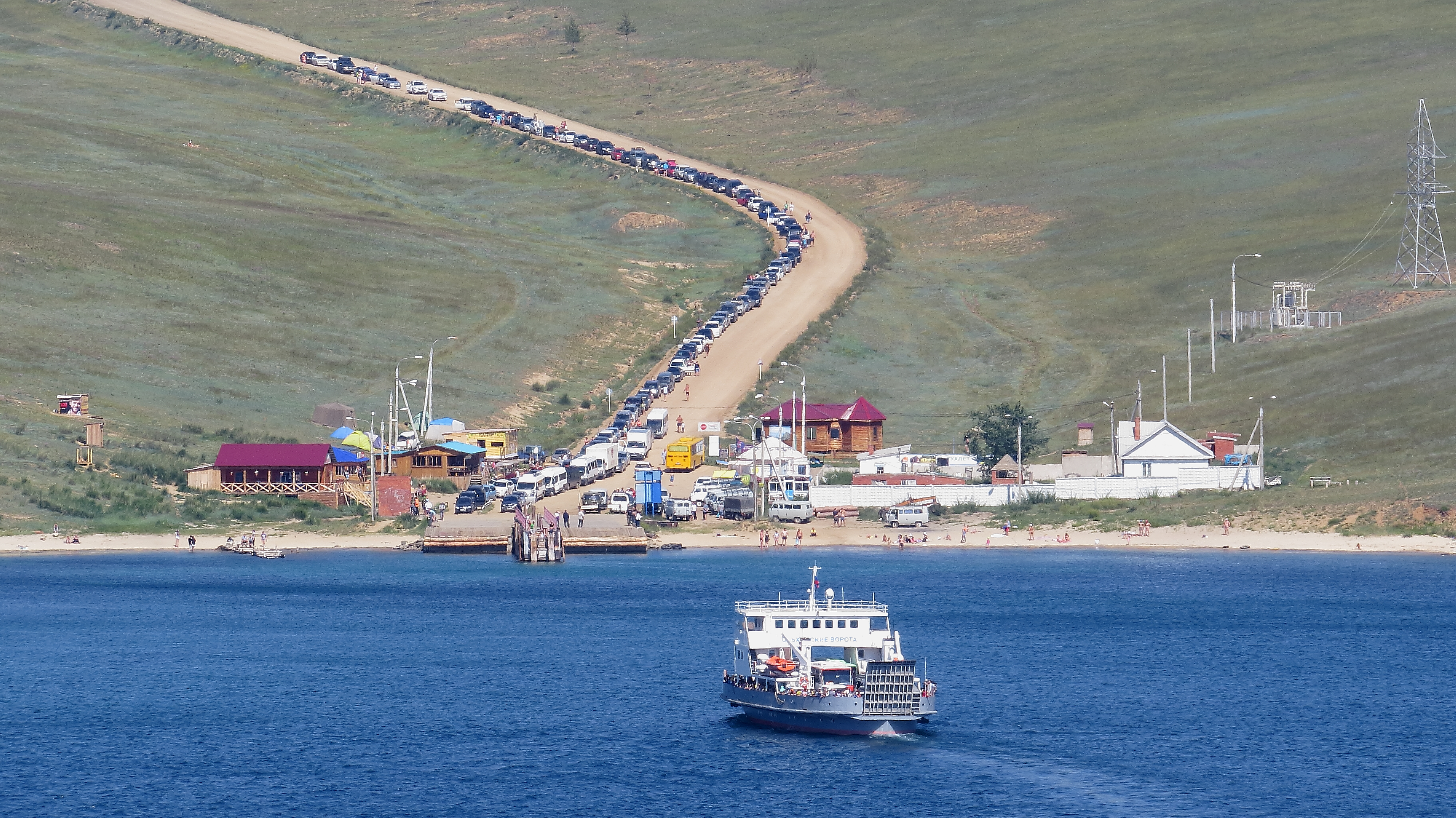
Паромная переправа
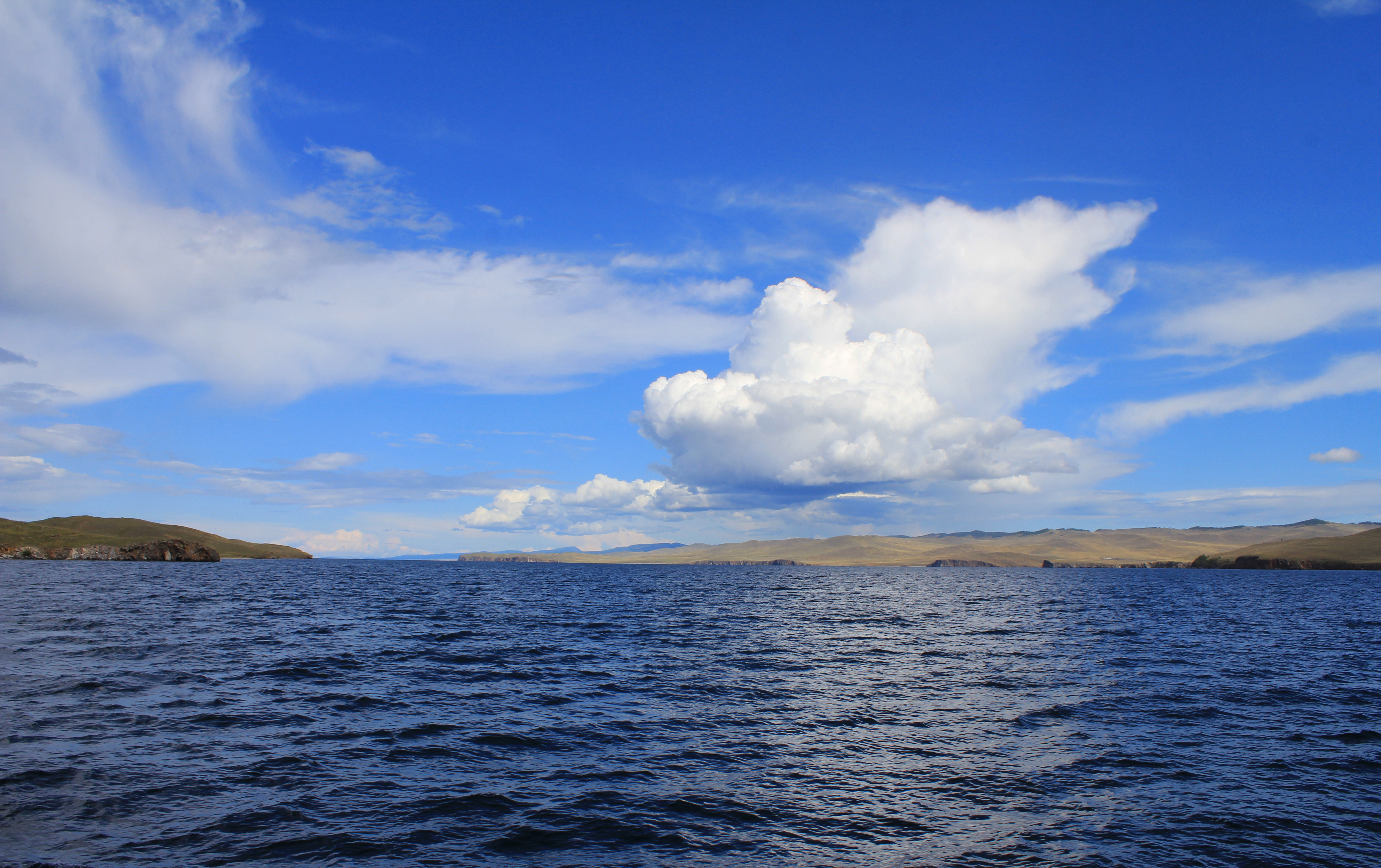
Ольхон